# Alanís
Alanís è un comune spagnolo di 2 008 abitanti situato nella comunità autonoma dell'Andalusia.

## Amministrazione

### Gemellaggi
- Rocca di Papa, dal 2014.